# アンドリー・ヴィノクロフ
アンドリー・ヴィノクロフ（Andriy Vynokurov、1982年8月14日 - ）は、ウクライナの自転車競技（トラックレース）選手。
2010年4月より、競輪の短期登録選手制度により競輪選手登録される。JKAの登録名はアンドレイ・ビノクロフ。

## 略歴

### 戦績
UCIトラックワールドカップクラシックスでは、2005年および2006年のモスクワ大会・ケイリンで優勝。2000年のジュニア世界選手権自転車競技大会では、1kmタイムトライアルで2位、スプリントで3位に入った。
国際競輪は2004年に初参加し、通算41戦13勝、優勝2回（2010年4月1日現在）。